# Casa Serra (Olot)
La Casa Serra és una obra d'Olot (Garrotxa) protegida com a bé cultural d'interès local.

## Descripció
És un edifici de quatre blocs. Cada bloc té quatre pisos i planta baixa. Les finestres formen triangles amb l'angle cap al carrer, que li dona una forma peculiar, la "casa dels nassos".
És, sens dubte, el millor exemple d'arquitectura racionalista d'Olot. Hi ha d'una banda, la utilització dels recursos arquitectònics més típics de l'estil, com les finestres corregudes horitzontals, les baranes d'estil vaixell i la manca d'ornamentació. De l'altra presenta un tipus de planta relativament insòlit amb la disposició de successius voladissos en diagonal respecte l'alineació del carrer.